# Alanis Morissette
Alanis Nadine Morissette (Ottawa, 1 de junho de 1974) é uma cantora, compositora e produtora musical canadense-americana. Ela começou sua carreira musical no Canadá no início dos anos 1990, com dois álbuns dance-pop. Em 1995, ela lançou o álbum de rock alternativo Jagged Little Pill, que vendeu mais de 33 milhões de cópias globalmente, e a tornou uma das cantoras mais influentes no mundo.
Ao longo da carreira vendeu mais de 75 milhões de cópias no mundo, e ganhou um Brit Award, sete Grammy Awards, quatorze Juno Awards, e indicações para dois Globo de Ouro, e um Tony Award. Em 2005, ela foi incluída na Calçada da Fama do Canadá.
Seus trabalhos seguintes foram: Supposed Former Infatuation Junkie (1998), Under Rug Swept (2002), So-Called Chaos (2004), Flavors of Entanglement (2008), Havoc and Bright Lights (2012), Such Pretty Forks in the Road (2020) e The Storm Before the Calm (2022).

## Biografia
Alanis Morissette nasceu em Ottawa, capital do Canadá. É filha de Georgia Mary Ann Feuerstein, uma professora de ascendência húngara, e Alan Richard Morissette, um diretor de escola de origem franco-canadense e irlandesa. Alanis tem um irmão gêmeo, Wade Morissette, que nasceu 12 minutos depois dela, e um irmão mais velho, Chad Morissette. Durante o ensino médio, ela estudou nos colégios Immaculata High School e Glebe Collegiate Institute em Ottawa. Alanis tem dupla cidadania (canadense-estadunidense), conquistada em 2003.

## Carreira musical

### 1986-1993: Início na TV e Primeiros álbuns
Alanis ficou conhecida no Canadá por volta de 1986, quando participou como atriz de um programa infantil na Nickelodeon, chamado You Can't Do That on Television. Em 1987, Alanis competiu pela primeira vez no Rising Star Talent Competition, uma competição de talentos canadense. Ela também participou do Star Search, outra competição de talentos nos Estados Unidos.
Em 1989, Alanis gravou sua primeira demo, sendo uma gravação de "Fate Stay With Me", sua primeira música autoral, composta quando tinha 9 anos de idade. Alanis escrevia diários, e deles criava letras para suas músicas. Uma fita cassete com a música foi enviada a várias gravadoras, e em 1990, Alanis conseguiu um contrato de dois álbuns com a MCA Records do Canadá.
Seu primeiro álbum, Alanis, foi lançado no Canadá em 1991, e trouxe um estilo dance-pop adolescente. Ela co-escreveu todas as faixas do álbum, e o primeiro single, "Too Hot", alcançou o top 20 na parada de singles canadense. O álbum recebeu um disco de platina no Canadá e três indicações ao Juno Awards, vencendo uma. Durante esse período, ela fez a abertura dos shows do rapper Vanilla Ice. Em 1992, foi lançado seu segundo álbum, Now Is the Time, dessa vez, voltado para baladas, com letras mais ponderadas. O álbum teve menos vendas que o primeiro, sendo considerado um fracasso comercial pela gravadora, que não renovou seu contrato. Em 1993, depois de terminar o ensino médio, Alanis se mudou para Toronto, com a intenção de conseguir novas oportunidades para sua carreira. Seu antigo produtor da MCA, Leeds Levy, a apresentou ao empresário Scott Welch, que demonstrou interesse em trabalhar com ela, por tanto que ela se mudasse para Los Angeles.

### 1994-1997: O sucesso deJagged Little Pill
Em Los Angeles, em meados de 1994, Alanis conheceu o produtor e compositor Glen Ballard, e ambos compuseram uma música chamada "The Bottom Line", que deu inicio a uma parceria de sucesso. Guy Oseary, que trabalhava na Maverick Records, soube da Alanis através de uma fita demo que Welch lhe havia entregue, e mandou chamá-la aos estúdios para apresentar algumas músicas, e os executivos ficaram surpresos com as composições, a voz, e a personalidade de Alanis.

Capa de Jagged Little Pill.

Jagged Little Pill, seu primeiro álbum internacional, foi lançado no dia 13 de junho de 1995. Esperava-se que o álbum vendesse o suficiente para que Alanis fizesse uma turnê, porém, quando a KROQ-FM, uma influente estação de rádio de rock de Los Angeles, começou a tocar o primeiro single do álbum "You Oughta Know", a música atraiu a atenção do público, e logo seu videoclipe entrou na programação da MTV. O sucesso do single ajudou a colocar o Jagged Little Pill no topo das paradas.
Seguiram-se os singles de sucesso "All I Really Want", "Hand in My Pocket", "Ironic", "You Learn" e "Head over Feet", que ajudaram a manter o Jagged Little Pill no top 20 da parada de álbuns da Billboard 200, por mais de um ano. O álbum vendeu mais de 33 milhões de cópias em todo o mundo, tornando-se o segundo álbum mais vendido de uma artista feminina (atrás de Come On Over, da Shania Twain), e também um dos 15 álbuns mais vendidos de todos os tempos. No Canadá, o álbum foi certificado doze vezes platina, e também foi um best-seller na Austrália e no Reino Unido.
Alanis ganhou dezenas de prêmios e indicações, recebendo seis indicações ao Grammy Awards de 1996, onde ela ganhou Melhor Performance Vocal de Rock Feminino, Melhor Canção de Rock (ambas por "You Oughta Know"), Melhor Álbum de Rock e o Álbum do Ano. O videoclipe de "Ironic" recebeu 6 indicações no MTV Video Music Awards de 1996, e venceu três, o de Melhor Artista Revelação em Vídeo, Melhor Vídeo Feminino e Melhor Edição em Vídeo. Alanis e sua banda embarcaram em uma turnê mundial de 18 meses. Taylor Hawkins, que mais tarde se juntou ao Foo Fighters, foi o baterista da turnê, e a banda Radiohead entrou como banda de abertura no verão de 1996. O registro da turnê, "Jagged Little Pill, Live", foi lançado em vídeo em 1997, e ganhou um Grammy em 1998.
Após uma exaustiva turnê, Alanis ficou assustada com a fama, falta de privacidade e com a pressão constante da gravadora para que ela lançasse um novo álbum. Em diversas entrevistas, Alanis admitiu ainda sofrer de estresse pós-traumático devido a esse período. Em 1997, Alanis decidiu se afastar do trabalho, e passar seis semanas na Índia, acompanhada pela mãe, duas tias e duas amigas, com o propósito de encontrar equilíbrio em sua vida. Alanis passou a praticar Ioga e meditação.

### 1998-2000:Supposed Former Infatuation JunkieeMTV Unplugged
Em 1998, Alanis gravou a música "Uninvited" para a trilha sonora do filme Cidade dos Anjos. No Grammy Awards de 1999, ela venceu as categorias de Melhor Canção de Rock e Melhor Performance Vocal de Rock Feminino, ambas por "Uninvited", e também foi indicada ao Globo de Ouro de Melhor Canção Original.
No dia 3 de novembro de 1998, Alanis lançou seu quarto álbum de estúdio, Supposed Former Infatuation Junkie, repetindo a parceria com Glen Ballard. O álbum estreou em primeiro lugar na Billboard 200, com 469.000 cópias vendidas na primeira semana. Inspirada por sua viagem a Índia, a capa do álbum contém frases de cinco preceitos, um código básico de ética dos seguidores do budismo. O primeiro single, "Thank U", alcançou o top 20 da Billboard Hot 100, e foi indicado ao Grammy de 2000 de Melhor Performance Vocal Pop Feminina. Por sua versão ao vivo de "So Pure" no Woodstock de 1999, ela foi indicada a Melhor Performance Vocal Feminina de Rock no Grammy de 2001. O álbum vendeu mais de 8 milhões de cópias em todo o mundo. Em janeiro de 1999, a Junkie Tour começou, durando até julho, e depois retornou de outubro a dezembro. A turnê mundial teve setlists alternadas para cada etapa, incluindo covers. 
Em 12 de novembro 1999, Alanis lançou o álbum ao vivo Alanis MTV Unplugged, que apresentava faixas de seus dois álbuns anteriores, e quatro novas canções, incluindo as inéditas "No Pressure over Cappuccino" e "Princes Familiar", e um cover da banda The Police, "King of Pain". A gravação da faixa "That I Would Be Good" foi lançada como single, e tornou-se um sucesso nas rádios.

### 2001-2003:Under Rug SwepteFeast on Scraps

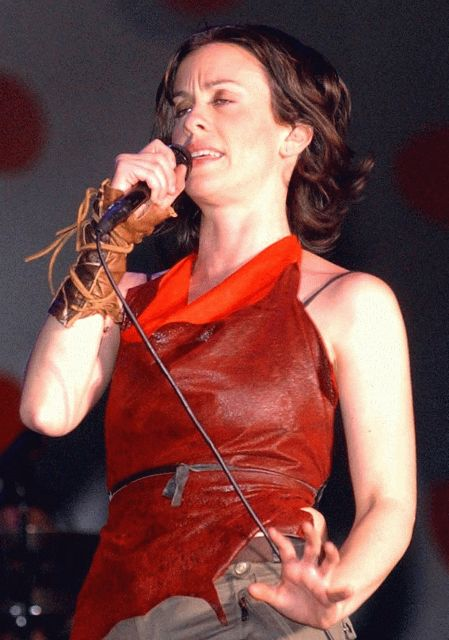
Alanis Morissette durante apresentação no Brasília Music Festival, em 2003

Em 2001, durante a produção de Under Rug Swept, Alanis ameaçou romper o contrato com a Maverick Records alegando ser insuficiente a divulgação do seu trabalho, prazos curtos demais para a produção dos álbuns, e divisão desigual dos lucros. Alanis apelou judicialmente, e no conflito, Madonna, umas das sócias da gravadora, se encontrou pessoalmente com Alanis, pedindo-a para permanecer.
Under Rug Swept seu quinto álbum de estúdio, foi lançado em 25 de fevereiro de 2002, pela primeira vez em sua carreira, ela escreveu e produziu o álbum sozinha. O disco lançou sucessos como "Hands Clean" e "Precious Illusions", e ainda a música "Utopia", lançada gratuitamente pela internet após os ataques de 11 de Setembro em 2001. O álbum estreou em primeiro lugar nas paradas de 12 países, incluindo a Billboard 200.
As faixas que não entraram para o álbum, foram lançadas em 2003, no pack Feast on Scraps, contendo um CD com nove músicas, e um DVD ao vivo, gravado em Rotterdam, Holanda. O DVD também inclui um curta-metragem produzido por Alanis, que faz uma sátira sobre coisas que supostamente acontecem nos bastidores de seus shows.

### 2004–2005:So-Called Chaos,Jagged Little Pill AcousticeThe Collection
Em 18 de maio de 2004, Alanis lançou seu sexto álbum de estúdio, So-Called Chaos, produzido juntamente a Tim Thorney e John Shanks. A maior parte das gravações foi realizada em Santa Mônica, na Califórnia. As composições são mais suaves, e o vocal mais contido, se comparado com seus álbuns antecessores.
Em 13 de junho de 2005, quando Jagged Little Pill, completou 10 anos de lançamento, foi lançado Jagged Little Pill Acoustic, que reúne 12 versões acústicas do álbum original. Glen Ballard voltou a colaborar com Alanis neste álbum. Eles optaram por arranjos mais elegantes do que na versão original. Também foi lançado o documentário "Diamond Wink Tour: Honoring Ten Years of Jagged Little Pill", que fala sobre sua trajetória artística desde os momentos que precederam o lançamento de Jagged Little Pill, até o ano de 2005.
Em 15 de novembro de 2005, Alanis lançou a coletânea Alanis Morissette: The Collection, que além de seus maiores sucessos, também inclui um cover de "Crazy", do cantor Seal, que entrou para a trilha sonora do filme The Devil Wears Prada, e "Let's Do It (Let's Fall In Love)" gravada originalmente para a trilha do filme De-Lovely. O disco também chegou às lojas em uma edição especial contendo um DVD com um documentário sobre a cantora. Ainda em 2005, Alanis compôs a canção "Wunderkind" para a trilha sonora do filme The Chronicles of Narnia: The Lion, the Witch and the Wardrobe, que lhe rendeu uma indicação ao Globo de Ouro de "Melhor composição original para um filme".

### 2006-2010:Flavors of Entanglemente saída daMaverick Records
Flavors of Entanglement foi lançado em datas distintas em diferentes países a partir do dia 30 de maio de 2008. O disco tem 11 faixas, e foi produzido juntamente com Guy Sigsworth, conhecido por suas produções eletrônicas com a cantora Bjork. Alanis descreveu o álbum como uma "combinação de tudo" o que ela gosta musicalmente, construindo uma fusão de batidas do hip-hop, elementos acústicos, pop-rock e pop experimental. O álbum ganhou o Juno Awards de "Melhor Álbum Pop" do Ano de 2009.
Durante as gravações, Sigsworth, produtor do álbum, a perguntava: "Qual cavalo do apocalipse você trouxe hoje, Alanis?", devido ao conteúdo pesado das letras. Em entrevistas, Alanis afirmou que houve um momento em que "não queria ver minha tripas, sangue, suor e lágrimas espalhadas por todo o estúdio" e teve vontade fazer uma música simples, sem compromisso, dizendo que "uma música como My Humps seria perfeita". A brincadeira rendeu um cover melancólico da música do grupo Black Eyed Peas, e um clipe paródico gravado na casa de Alanis, e fez sucesso no YouTube. Em agradecimento, Fergie enviou um bolo em formato de bunda para Alanis e um bilhete, aprovando o cover e a paródia.
Alanis voltou aos palcos fazendo shows com as bandas Matchbox Twenty e Mutemath, e depois de dois meses embarcou em sua própria turnê, Flavors of Entanglement Tour, que se iniciou na Europa na primeira metade de 2008, foi para a América do Norte no mês de Setembro de 2008 e, no início de 2009, chegou a alguns países da América Latina, incluindo 11 shows no Brasil.
Terminada a turnê, Alanis rompeu contrato com a gravadora Maverick Records. Para o rompimento do contrato, Alanis alegou como motivos à divisão injusta dos lucros, falta de divulgação de seus projetos e falta de controle de sua própria carreira. Dois anos depois, Alanis assinou contrato com a Collective Sounds, associada à Sony Music. Alanis atuou na quinta e sexta temporada da série de TV Weeds. Entre 2010 e 2012, Alanis participou de alguns dos principais programas de talentos norte-americanos, como American Idol, X Factor e The Voice. Em abril de 2010, Alanis lançou a música "I Remain" como trilha sonora original para o filme Príncipe da Pérsia: As Areias do Tempo.

### 2011-2013:Havoc and Bright Lights

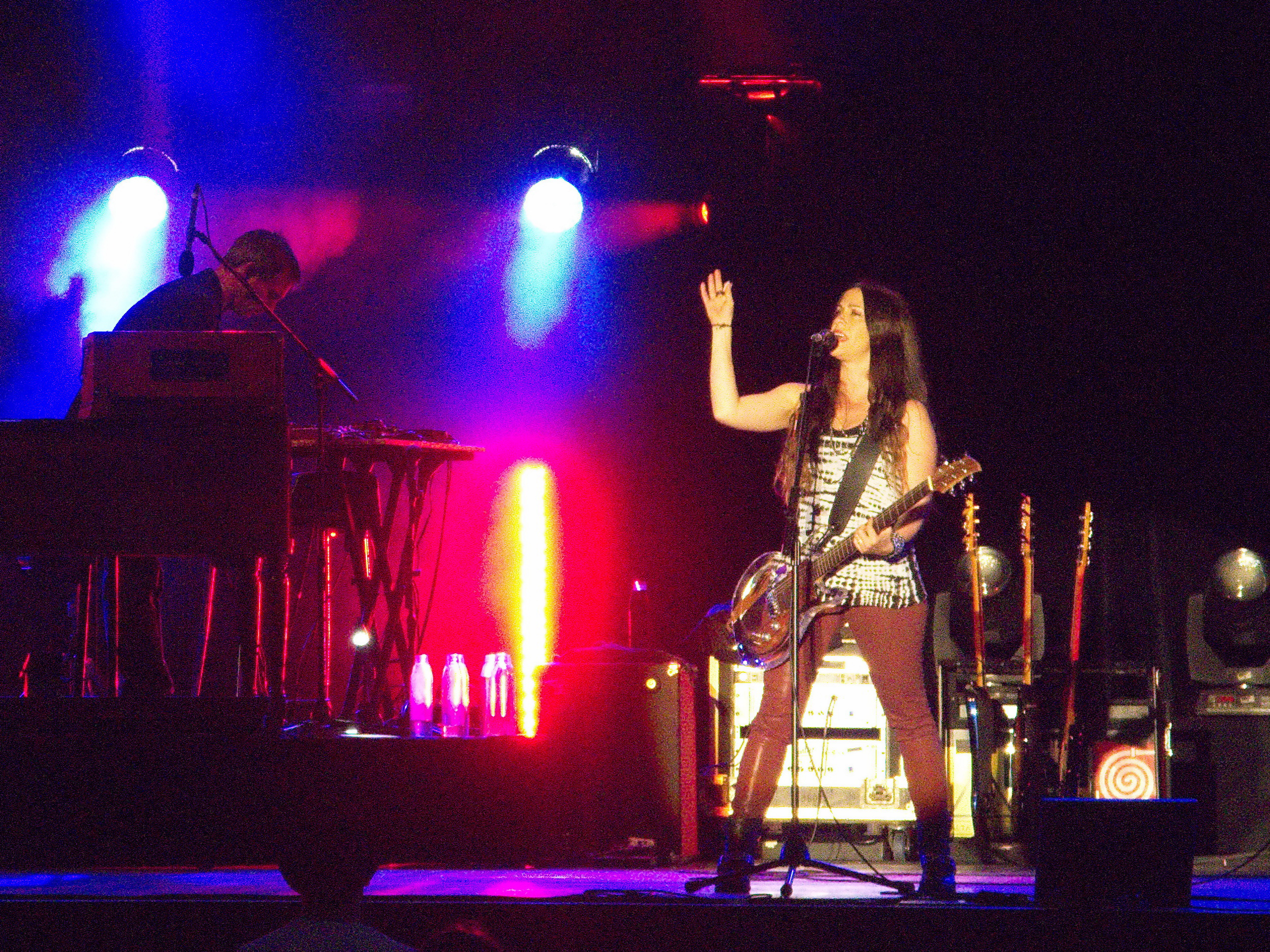
Alanis em Zurique, na Suíça. 2012.

No início de 2011, Alanis lançou a música "Professional Torturer", originalmente produzida e composta para o espetáculo teatral Radio Free Albemuth, dos quais participou. Em maio de 2011, Alanis postou na plataforma SoundCloud uma música chamada "Into a King", que foi feita em homenagem a seu aniversário de casamento com Mario Treadway. Também lançou a música "Magical Child", inspirada em seu filho, na coletânea "Every Mother Counts 2012", álbum beneficente organizado pela modelo norte-americana Christy Turlington, que levantou fundos para a atenção á saúde materno-infantil.
Havoc and Bright Lights, seu oitavo álbum de estúdio, foi lançado internacionalmente em datas independentes em cada país a partir do dia 22 de agosto de 2012. Composto por 12 faixas, e algumas faixas extras na versão especial, foi produzido por Guy Sigsworth e Joe Chicarelli, e foi gravado na própria residência de Alanis, em Los Angeles. O álbum dá continuidade ao teor de seu álbum anterior, as letras giram entre maternidade, relacionamentos, fama e misoginia. O primeiro single do álbum, "Guardian", estreou nas rádios em 11 de maio de 2012, e foi disponibilizado para download digital em 15 de maio. Havoc e Bright Lights estreou em quinto lugar na parada Billboard 200 dos EUA, vendendo 33.000 cópias na primeira semana. Também estreou em primeiro lugar nas paradas Top Rock Albums e Top Independent Albums da Billboard, respectivamente. Internacionalmente, o álbum alcançou o primeiro lugar no Canadá, Itália, Áustria e Suíça, e o segundo lugar na Holanda e na Alemanha, onde o álbum também foi certificado como ouro por vendas superiores a 100.000 cópias.
A turnê "The Guardian Angel Tour", aconteceu ao longo de 2012, e início de 2013 na Europa, no Brasil e na América do Norte. No dia 21 de agosto de 2012, Alanis foi introduzida na Calçada do Rock do Centro Histórico da Guitarra, em Hollywood, EUA. No final de 2012, Alanis também lançou dois DVDs ao vivo: Alanis Morissette: Live at Montreux 2012 e Havoc and Bright Lights DVD: Live in Berlin 2012.

### 2014-2018: Jagged Little Pill the Musical
Em 2014, após dois anos de hiato, Alanis reapareceu lançando a música "Today" para a campanha eleitoral de Marianne Williamson. Na mesma época, lançou a música "The Morning", e gravou o videoclipe com o músico costa-riquenho Carlos Tapado Vargas, como trilha sonora original do documentário "A Small Section of the World", que retrata a inciativa de mulheres e famílias produtoras de café na Costa Rica. Na segunda metade de 2014, Alanis fez uma turnê acústica, a "Intimate and Acoustic Tour", pela América do Norte e Europa.  No mesmo ano, passou a escrever artigos sobre assuntos variados e a publicar áudios com diversas conversas com outros escritores em seu site oficial.

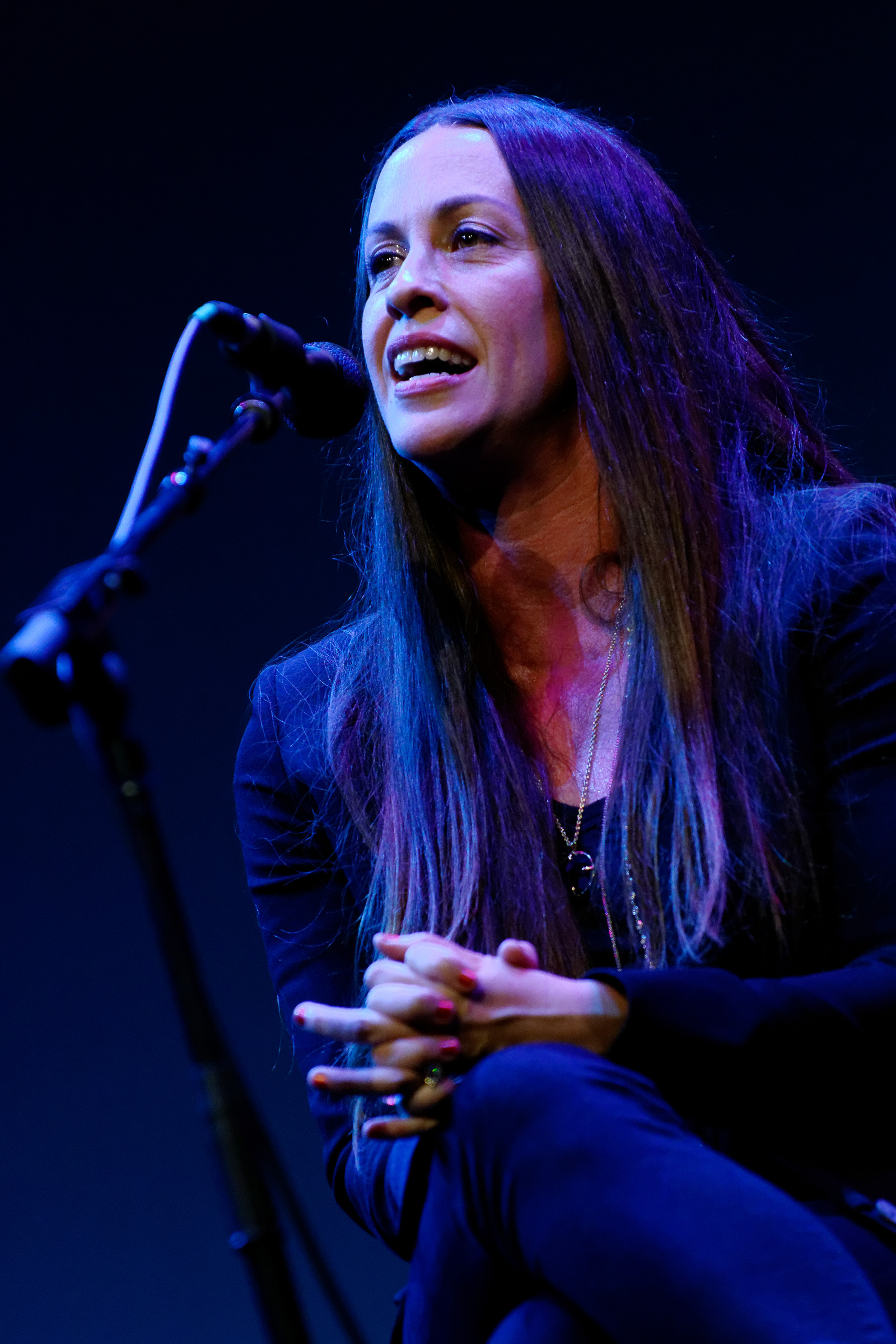
Alanis Morissette, 2014

15 de março de 2015, na 44.ª cerimônia de entrega do Juno Awards, Alanis passou a estar incluída no Hall da Fama da Música Canadense. No evento, Alanis fez um medley com alguns de seus sucessos. No dia 30 de outubro de 2015, foi lançado o álbum Jagged Little Pill: 20th Anniversary Collector's Edition, em comemoração aos 20 anos de lançamento do álbum. É um combo de 4 CDs, sendo o primeiro com as músicas originais em versões remasterizadas; outro com as músicas do álbum Jagged Little Pill Acoustic, lançado em 2005; o terceiro com dez versões demo de músicas inéditas gravadas em torno de 1995; e o quarto CD ao vivo com as músicas de um dos primeiros shows que Alanis fez para a turnê do álbum. Apesar de rompido contrato com a Maverick Records em 2009, o lançamento saiu com o selo da gravadora.
Em 2016, Alanis Morissette se tornou colunista do jornal The Guardian. Em 2017, Alanis se apresentou com membros da banda Linkin Park, em um tributo a Chester Bennington, cantando uma música inédita, "Rest".
Entre 2014 e 2018, Alanis participou da idealização e produção do musical da Broadway "Jagged Little Pill the Musical", um musical com enredo baseado nas letras de seu álbum. A produção recebeu quinze indicações ao Tony Award, o maior número de indicações de qualquer produção daquela temporada. O show também ganhou um Grammy de "Melhor Álbum de Teatro Musical". Em 2018, também iniciou uma turnê pela América do Norte, apresentando seus maiores sucessos.

### 2020-atualmente:Such Pretty Forks in the Roade The Storm Before the Calm
Durante 2019, Alanis fez algumas apresentações ao vivo trazendo novas composições que compõem parte do seu sétimo álbum de estúdio Such Pretty Forks in the Road, lançado em dia 31 de julho de 2020. Em 17 de junho de 2022, Alanis lançou um novo álbum de meditação intitulado The Storm Before the Calm.
Em novembro de 2023, Alanis anunciou a turnê "The Triple Moon Tour" com 33 datas nos Estados Unidos, para o verão. 2024, com Joan Jett and the Blackhearts como banda de apoio, comemorando o 25º aniversário de seu álbum Supposed Former Infatuation Junkie.

## Carreira nas artes cênicas
Em 1986, Alanis fez seu primeiro papel como atriz em cinco episódios de um programa de televisão infantil chamado You Can't Do That on Television, no ar pelo canal Nickelodeon. Ela apareceu no palco com a Orpheus Musical Theatre Society em 1985 e 1988. Em 1993, ela apareceu na comédia Anything for Love. Em 1999, Alanis interpretou Deus no filme de Kevin Smith, Dogma, e ainda contribuiu com a trilha sonora do filme com a música "Still". Ela também apareceu nas séries Sex and the City e Curb Your Enthusiasm, e participou da peça Monólogos da Vagina.
No final de 2003, Alanis apareceu na peça The Exonerated como Sunny Jacobs. Em abril de 2006, a MTV anunciou que Alanis faria a reprise da peça em Londres de 23 a 28 de Maio. Em Julho de 2004, ela atuou no filme autobiográfico de Cole Porter, De-Lovely, no qual ela cantou a música "Let's Do It (Let's Fall in Love)", em um breve papel como dançarina. Em 2006, ela foi convidada para um episódio de Lovespring International, como uma mendiga chamada Lucinda, e também participou de três episódios da série Nip/Tuck, fazendo o papel de uma homossexual chamada Poppy, namorada da personagem Liz, interpretada por Roma Maffia. Em Radio Free Albemuth. Alanis interpretou Sylvia, uma mulher que se recuperou de um linfoma. Em Maio de 2009, Alanis entrou para o elenco do seriado Weeds, interpretando a Drª. Audra Kitson, uma obstetra que trata a personagem Nancy Botwin. No mesmo ano, estrelou ao lado da atriz Alicia Silverstone,.o curta-metragem My Mother´s Red Hat.
Em janeiro de 2010, Alanis participou da peça de teatro An Oak Tree, em Los Angeles, atuando como ela mesma. Em abril, ela foi confirmada na sexta temporada de Weeds, reprisando seu papel como a Dra. Audra Kitson. Em 2012, fez uma participação no episódio "Travel Day", da série de TV Up All Night como Amanda.

### Filmografia

#### Cinema
| Ano  | Título                         | Papel        | Notas                             |
| ---- | ------------------------------ | ------------ | --------------------------------- |
| 1993 | Anything for Love              | Ela mesma    | Diretamente em vídeo              |
| 1999 | Dogma                          | Deus         | Participação especial             |
| 2001 | Jay and Silent Bob Strike Back | Deus         | Participação especial             |
| 2004 | De-Lovely                      | Cantora      | "Let's Do It, Let's Fall in Love" |
| 2005 | We're with the Band            | Ela mesma    | Telefilme                         |
| 2005 | Fuck                           | Ela mesma    | Documentário                      |
| 2005 | Just Friends                   | Ela mesma    | Cenas deletadas                   |
| 2009 | My Mother's Red Hat            | Natalie      | Curta-metragem                    |
| 2010 | Radio Free Albemuth            | Sylvia       |                                   |
| 2016 | The Price of Desire            | Marisa Damia |                                   |
| 2021 | Jagged                         | Ela mesma    | Documentário                      |

#### Televisão
| Ano       | Título                          | Papel            | Notas                                            |
| --------- | ------------------------------- | ---------------- | ------------------------------------------------ |
| 1986      | You Can't Do That on Television | Ela mesma        | 5 episódios (1986–1987)                          |
| 1996      | Malhação                        | Ela mesma        | Participação especial                            |
| 2000      | Sex and the City                | Dawn             | Episódio: "Boy, Girl, Boy, Girl..."              |
| 2002      | Curb Your Enthusiasm            | Ela mesma        | Episódio: "The Terrorist Attack"                 |
| 2003      | Celebridade                     | Ela mesma        | Participação especial                            |
| 2004      | American Dreams                 | Cantora          | Episódio: "What Dreams May Come"                 |
| 2005      | Degrassi: The Next Generation   | Ela mesma        | Participação especial                            |
| 2006      | Lovespring International        | Lucinda          | Episódio: "Homeless Rockstar"                    |
| 2006      | Nip/Tuck                        | Poppy            | 3 episódios                                      |
| 2008      | The Tonight Show with Jay Leno  | Ela mesma        | 1 episódio                                       |
| 2009-2010 | Weeds                           | Dr. Audra Kitson | 8 episódios                                      |
| 2012      | Up All Night                    | Amanda           | Episódio: "Travel Day"                           |
| 2012      | The Voice                       | Ela mesma        | Conselheira da equipe Adam Levine (2ª temporada) |
| 2021      | Madagascar: A Little Wild       | Starlene         | Dublagem; Episódio: "Hermit Fab"                 |
| 2023      | American Idol                   | Jurada Convidada | Top 8 Performances                               |

## Vida Pessoal

### Relacionamentos
Namorou o ator e comediante Dave Coulier por um curto tempo, no início de 1990. Em uma entrevista dada em 2008 para o jornal canadense Calgary Herald, Coulier afirmou ser o ex-namorado que inspirou a canção "You Oughta Know". Morissette, no entanto, sempre manteve silêncio sobre o assunto. Entre 1998 e 2001 namorou o ator Dash Mihok.  Morissette namorou o ator Ryan Reynolds entre 2002 e 2007, e anunciaram noivado em junho de 2004. Em fevereiro de 2007, anunciaram o fim do noivado. De 2007 a 2008 namorou Tom Ballanco, advogado ambientalista.

### Casamento e Maternidade
Em 22 de maio de 2010, casou-se com o rapper americano Mario Treadway, conhecido por MC Souleye, com quem estava junta há um ano. Em dezembro de 2010, nasceu o primeiro filho do casal, o menino Ever Imre, em junho de 2016, nasceu a menina Onyx Solace, e em 8 de agosto de 2019, nasceu seu terceiro filho, Winter Mercy. Em entrevistas revelou ter sofrido de depressão pós-parto em todas as suas gestações. Todos os filhos nasceram de parto natural, e em sua casa (Ever e Onyx em sua antiga casa de Los Angeles, e Winter Mercy no Canadá, para onde a cantora se mudou em fevereiro de 2019).

### Ativismo
Alanis se declara ativista em nome de várias causas, dentre elas destacam-se as dos artistas, mulheres, meio ambiente, bem-estar físico e mental e direitos humanos, tendo participado de eventos, debates e conferências em torno destes temas, e publicado textos e artigos próprios sobre diversos assuntos.

### Controvérsia
Em 2016, Alanis passou a administração de suas finanças para um outro empresário, que notou algo estranho nas transações entre 2010 e 2014. Em 2017, Alanis entrou com um processo contra seu então empresário, Todd Schwartz, que alegou primeiramente ter investido o dinheiro em um negócio ilegal de plantação de maconha a pedido da própria Alanis, o que foi desmentido. Schwartz foi acusado de ter desviado cerca de 5 milhões de dólares da cantora, sendo condenado a pagar indenização e cumprir cerca de seis anos pelo crime de roubo e desvio de finanças.

## Discografia

### Álbuns de estúdio
- Alanis (1991)
- Now Is the Time (1992)
- Jagged Little Pill (1995)
- Supposed Former Infatuation Junkie (1998)
- Under Rug Swept (2002)
- So-Called Chaos (2004)
- Flavors of Entanglement (2008)
- Havoc and Bright Lights (2012)
- Such Pretty Forks in the Road (2020)
- The Storm Before The Calm (2022)

### Outros álbuns
- Alanis Morissette MTV Unplugged (1999)
- Feast On Scraps (2002)
- Alanis Morissette iTunes Originals (2004)
- Jagged Little Pill Acoustic (2005)
- Alanis Morissette: The Collection (2005)
- Live at Montreux 2012 (2013)
- Jagged Little Pill: 20th Anniversary Collector's Edition (2015)
- Live at London's O2 Shepherd's Bush Empire  (2020)

## Videografia
- Alanis: Too Hot Documentary (1991)
- Jagged Lillte Pill, Live (1997)
- Alanis Morissette MTV Unplugged DVD (1999)
- Alanis Morissette: VH1 Storytellers (1999)
- Alanis Morissette: Live in the Navajo Nation (2002)
- Feast On Scraps DVD (2002)
- Alanis Morissette: Live at Soundstage (2003)
- We're With the Band (2004)
- Alanis Morissette: The Collection (2005)
- Diamond Wink Documentary: Honoring 10 Years of Jagged Little Pill (2005)
- Alanis Morissette: Live at Carling Academy (2008)
- Alanis Morissette: Live in Montreux 2012 (2013)
- Havoc and Bright Lights DVD: Live in Berlin (2012)

## Turnês
- 1991: Vanilla Ice Tour (abertura dos shows)
- 1995: Jagged Little Pill Tour/ Intellectual Intercourse Tour
- 1996: Can't Not Tour
- 1998: Club Tour
- 1999: Junkie Tour
- 1999: 5 ½ Weeks Tour (com Tori Amos)
- 2000: One Tour
- 2001: Under Rug Swept Tour
- 2002: Toward Our Union Mended Tour
- 2003: All I Really Want Tour/ Feast on Scraps Tour
- 2004: So-Called Chaos Tour /Au Naturale Tour
- 2005: Diamond Wink Tour
- 2008: Exile in America Tour (com Matchbox Twenty e Mute Math)
- 2008: Flavors of Entanglement Tour
- 2009: Flavors of Entanglement South American Tour
- 2012: The Guardian Angel Tour
- 2014: Intimate and Acoustic Tour
- 2018: North America Tour
- 2024: The Triple Moon Tour (com Joan Jett and the Blackhearts)

## Membros da banda
|          | 1995-1997      | 1998-2001     | 2002-2004     | 2005-2010      | 2011-2018       |
| -------- | -------------- | ------------- | ------------- | -------------- | --------------- |
| Baixo    | Chris Chaney   | Chris Chaney  | Eric Avery    | Cedric LeMoyne | Cedric LeMoyne  |
| Bateria  | Taylor Hawkins | Gary Novak    | Blair Sinta   | Blair Sinta    | Victor Indrizzo |
| Guitarra | Jesse Tobias   | Joel Shearer  | David Levitta | David Levitta  | Julian Coryell  |
| Guitarra | Nick Lashley   | Nick Lashley  | Jason Orme    | Jason Orme     | Jason Orme      |
| Teclado  | -              | Deron Johnson | Zac Rae       | Zac Rae        | Vincent Jones   |

## Prêmios e indicações

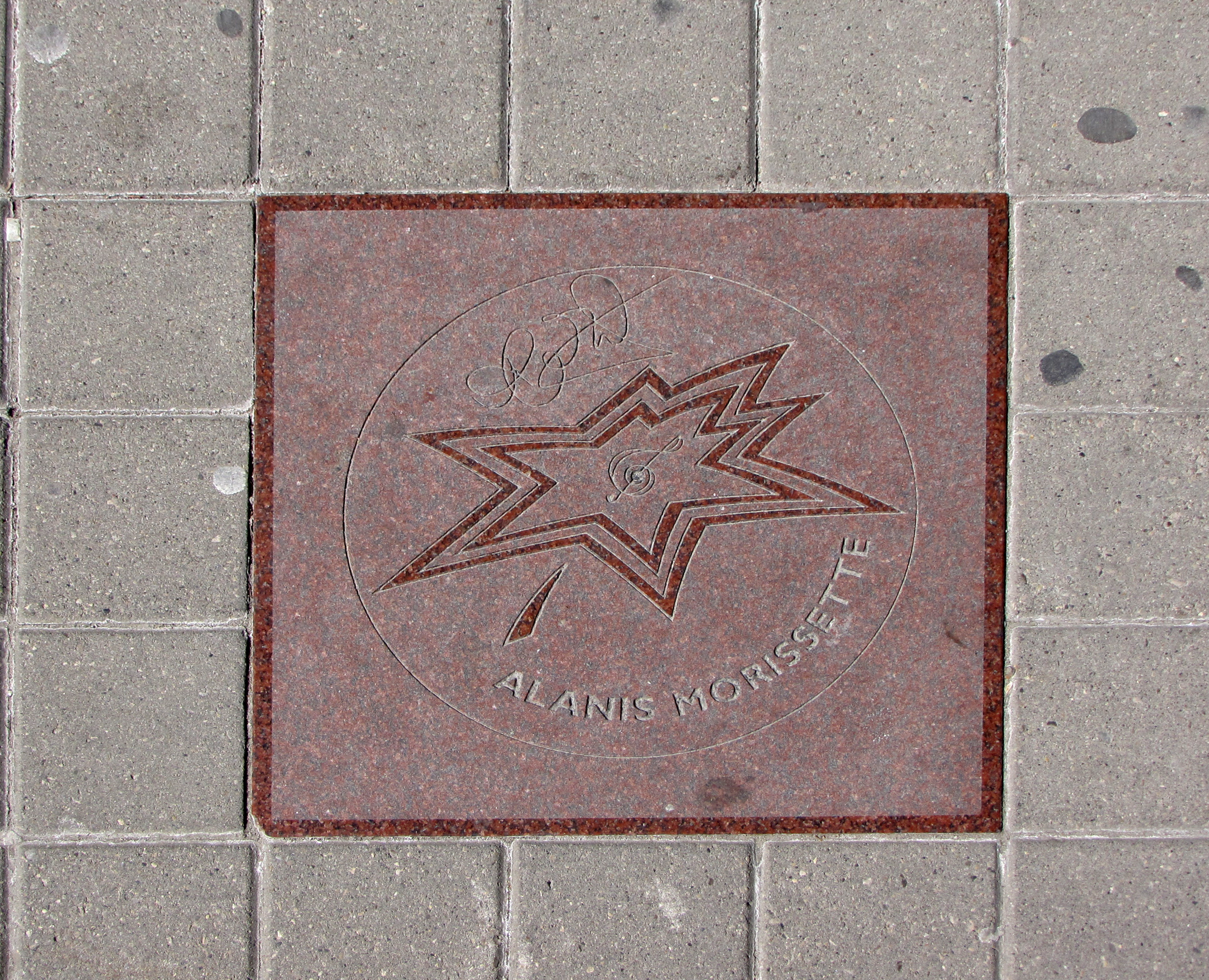
Estrela de Alanis Morissette na Calçada da fama do Canadá.

Em 1996, quando Alanis recebeu o prêmio de "Melhor Artista Revelação" da MTV, ela disse em seu discurso: "De alguma forma, eu espero que premiações como estas sejam cada vez menos sobre competição, e cada vez mais sobre o reconhecimento, a aceitação e a celebração de nossas diferenças artísticas. Espero que algum dia seja assim". No documentário de comemoração dos dez anos do Jagged Little Pill, Alanis diz que para ela "dizer que um artista é melhor que outro, seria a mesma coisa que dizer que vermelho é melhor que azul, ou que verde é melhor amarelo". Diz que teve "dificuldades com os eventos de premiação porque eles exigem o aspecto da competitividade para participar" e afirma ter guardado seus prêmios num depósito em sua casa desde o momento em que os ganhou, e que abriu as caixas com as estatuetas apenas em 2005. Em 2015, Alanis entrou para o Hall da Fama da Música Canadense.
- Juno Awards - 26 indicações, vencedora de 15.
  - 1992 - Cantora Mais Promissora
  - 1992 - Indicada para Single do Ano (Too Hot)
  - 1992 - Indicada para Melhor Gravação Dance (Too Hot - Hott Shot Remix)
  - 1996 - Melhor Álbum de Rock (Jagged Little Pill)
  - 1996 - Artista Feminina do Ano
  - 1996 - Compositora do Ano
  - 1996 - Álbum do Ano (Jagged Little Pill)
  - 1996 - Single do Ano (You Oughta Know)
  - 1997 - Single do Ano (Ironic)
  - 1997 - Compositora do Ano
  - 1997 - Maior Alcance Internacional
  - 2000 - Melhor Álbum (Supposed Former Infatuation Junkie)
  - 2000 - Melhor Vídeo (So Pure)
  - 2000 - Indicada para Melhor Álbum Pop Adulto do Ano (Supposed Former Infatuation Junkie)
  - 2000 - Indicada para Compositora do Ano
  - 2000 - Indicada para Melhor Cantora do Ano
  - 2003 - Produtora do Ano (Under Rug Swept)
  - 2003 - Indicada para Álbum Pop do Ano (Under Rug Swept)
  - 2003 - Indicada para Artista do Ano
  - 2004 - Indicada para DVD Musical do Ano (Feast on Scraps)
  - 2009 - Melhor Álbum Pop do Ano (Flavors of Entanglement)
  - 2009 - Indicada para Compositora do Ano
  - 2015 - Introduzida no Hall da Fama da Música Canadense.
  - 2021 - Indicada para compositora do ano.
  - 2021 - Melhor álbum adulto contemporâneo do ano.
- Grammy Awards - 14 indicações, vencedora de 7.[146]
  - 1995 - Álbum do Ano (Jagged Little Pill)
  - 1995 - Melhor Performance Vocal de Rock Feminina (You Oughta Know)
  - 1995 - Melhor Álbum de Rock  (Jagged Little Pill)
  - 1995 - Melhor Vídeo Feminino (You Oughta Know)
  - 1995 - Indicada para Melhor Artista Feminina
  - 1995 - Indicada para Música do Ano (You Oughta Know)
  - 1997 - Melhor Vídeo Musical - categoria longa metragem (Jagged Little Pill, Live)
  - 1997 - Indicada para Gravação do Ano (Ironic)
  - 1997 - Indicada para Melhor Vídeo Musical - categoria curta metragem (Ironic)
  - 1998 - Melhor Performance Vocal de Rock Feminina (Uninvited)
  - 1998 - Melhor Canção de Rock (Uninvited)
  - 1999 - Indicada para Melhor Música para Filme, Televisão ou Mídia Visual (Uninvited)
  - 2000 - Indicada para Melhor Performance Vocal de Pop Feminina (Thank U)
  - 2001 - Indicada para Melhor Performance Vocal de Rock Feminina (So Pure)
- Globo de Ouro - 2 indicações.
  - 1998 - Indicada para melhor trilha sonora original (Uninvited)
  - 2005 - Indicada para melhor trilha sonora original (Wunderkind)
- MTV Video Music Awards - 7 indicações, vencedora de 3.
  - 1996 - Melhor Artista Emergente
  - 1996 - Melhor Vídeo Feminino (Ironic)
  - 1996 - Melhor Edição (Ironic)
  - 1996 - Indicada para Vídeo do Ano (Ironic)
  - 1996 - Indicada para Escolha do Telespectador (Ironic)
  - 1996 - Indicada para Melhor Direção em Videoclipe (Ironic)
  - 2000 - Indicada para Melhor Coreografia em Videoclipe (So Pure)
- MTV Europe Music Awards - 3 indicações, vencedora de 1.
  - 1995 - Indicada para Melhor Artista Revelação
  - 1996 - Melhor Artista Feminina
  - 1996 - Indicada para Melhor Canção (Ironic)

- MTV Video Music Brasil
- Indicada para Melhor Videoclipe Internacional

- American Music Awards - 4 indicações, vencedora de 2.
  - 1996 - Melhor Artista Feminina
  - 1996 - Melhor Álbum pop-rock (Jagged Little Pill)
  - 1996 - Indicada para Melhor Artista Feminina de Pop-Rock
  - 1996 - Indicada para Melhor Artista Revelação Feminina de Pop-Rock
- Billboard Music Awards
  - 1996 - Artista do Ano
  - 1996 - Álbum do Ano (Jagged Little Pill)
  - 1996 - Artista Feminina do Ano
  - 1996 - Melhor Videoclipe pop-rock do Ano
  - 1996 - Melhor Videoclipe pop-rock de Artista Revelação

- Much Music Awards
  - 1996 - Melhor Artista Internacional
  - 1996 - Melhor Artista Feminina
  - 1996 - Melhor Vídeo (You Oughta Know)
- Brit Awards
  - 1996 - Melhor Revelação Estrangeira
- Echo Awards
  - 1996 - Melhor Revelação Estrangeira
- Channel V Awards
  - 1997 - Melhor Artista Internacional

- World Music Awards[147]
  - 1997 - Artista de rock mais vendido do mundo
  - 1997 - Artista alternativa mais vendida do mundo
- ASCAP Film and Television Music Awards
  - 1999 - Música Mais Utilizada em Trilhas Sonoras (Uninvited)
- Global Tolerance Award
  - 2001 - Prêmio concedido pela ONU. Alanis é a única artista no mundo e ser honrada com este prêmio.
- Glamour Women
  - 2002 - Mulher do Ano
- Environmental Music Awards
  - 2003 - Missões na Música

- Teen Choice Awards
  - 2002 - Indicada a Escolha Musical: Artista Feminina

- People's Choice Awards - 2 indicações
  - 2007 - Indicada para Regravação Favorita (Crazy)
  - 2007 - Indicada para Canção Favorita em um Filme (Crazy)
- The George and Ira Gershwin Award
  - 2014 - Prêmio concedido no festival musical Spring Sing na Universidade da Califórnia em Los Angeles.

- Billboard Icon Award
  - 2019 - Women In Music

- Luminary of the Year Award
  - 2024 - Resonator Awards

### Prêmios por vendagem
- 1991: - Alanis - 200 mil cópias. 1 disco de platina no Canadá.
- 1992: - Now Is The Time - 100 mil cópias. 1 disco de platina no Canadá.
- 1995: - Jagged Little Pill - 33 milhões de cópias. 95 discos de platina ao redor do mundo; 2 discos de diamante no Canada; 1 disco de diamante nos EUA; 1 disco de platina dupla no Brasil; 1 disco de ouro na Polônia e Brasil.
- 1998: - Supposed Former Infatuation Junkie - 8 milhões de cópias. 34 discos de platina ao redor do mundo; 4 discos de ouro na Bélgica, França e Brasil.
- 1999: - MTV Unplugged - 5 milhões de cópias. 1 disco de diamante no Brasil; 4 discos de platina na Alemanha e Brasil.; 1 disco de ouro nos EUA, Inglaterra e Suíça; 2 discos de ouro na França.
- 2002: - Under Rug Swept - 5 milhões de cópias. 5 discos de platina ao redor do mundo mundo; 1 disco de ouro na Áustria, França, Alemanha e Reino Unido.
- 2002: - Feast On Scraps - 500 mil cópias.1 disco de ouro no Brasil.
- 2004: - So-Called Chaos - 3,5 milhões de cópias. 1 disco de ouro nos EUA, Alemanha e Brasil; 1 disco de prata na Inglaterra; 1 disco de platina na Suíça.
- 2005: - Jagged Little Pill Acoustic - 1 milhão de cópias.
- 2005: - The Collection - 1,5 milhões de cópias. 1 disco de ouro na Alemanha.
- 2008: - Flavors of Entanglement - 2 milhões de cópias. 1 disco de ouro no Canadá, Itália, Inglaterra e Suíça.
- 2012: - Havoc and Bright Lights - 500 mil cópias. 1 disco de ouro na Alemanha.
- 2012: - Alanis Morissette Original Álbum Series - 10 mil cópias
- 2013: - Alanis Live At Montreux - 50 mil cópias
- 2015: - Jagged Little Pill 20th Anniversary - 160 mil cópias
- 2020: - Such Pretty Forks in the Road - 320 mil cópias
- 2020: - Alanis Morissette Live At London's 02 Shepherd's Bush Empire, 2020 - 7 mil cópias
- 2022: - The Storm Before The Calm - 12 mil cópias

## Voz
A voz de Alanis é classificada como mezzo-soprano e tem ótima capacidade de entrega. Tem uma extensão vocal de 3,4 oitavas, indo do Si 2 ao Ré 6. O registro grave é sombrio, pesado e é onde sua voz parece mais confortável. Uma de suas maiores habilidades se mostra na capacidade de cantar frases consecutivas em tons graves por períodos prolongados de tempo, como nas músicas "Narcissus", "Versions of Violence" e "In Praise of the Vulnerable Man". O registro central é marcado por uma sonoridade cheia, clara e vibrante, reconhecível nas músicas "Thank U", "That I Would Be Good" e "Are You Still Mad". O registro agudo tem boa sustentação e é bem marcado, como nas músicas "Perfect", "No Pressure Over Cappuccino" e "One". A sonoridade das notas muito agudas tende a ser delgada, estridente e com ressonância reduzida, como em "Mary Jane", "Tapes" e "Edge of Evolution". Nota mais longa de 25 segundos em Mary Jane live Tampa, FL 8/17/2021.